# Wabarra
Wabarra es un género de arañas araneomorfas de la familia Amaurobiidae. Se encuentra en las Australia.

## Especies
Según The World Spider Catalog 12.0:
- Wabarra caverna Davies, 1996
- Wabarra pallida Davies, 1996